# Blepephaeus subannulatus
Blepephaeus subannulatus là một loài bọ cánh cứng trong họ Cerambycidae.